# Парк "Шовковичний"
Парк "Шовковичний"  (колишні назви: Міський сад, Шовковичний сад, ЦПКіВ ім. Леніна) — центральний міський парк у Слов'янську. Розташований на території Старого Міста. З півночі оточений вулицею Ярослава Мудрого, із сходу — вулицею Генерала Лозановича, із півдня — озеро Шовковичне, із заходу — провулок Ярослава Мудрого. Площа трохи менше 20 га.

## Історія парку

### У складі Російської імперії
На початку 1840-х років у місті було висаджено плантацію шовковиці, що мала назву Шовковичний казенний сад. У 1845 територію саду передано генерал-майору Пантюрину, і він став першим керівником саду.  

З указу від 20 червня за №9464: 
Отставной генерал майор Панютин, которому отдан в 1845 г в безооброчное 25 летнее содержание Шелковичный Казенный Сад, в заштатном городе Славянске 6 июля довел до сведения Палаты..., что Пролегавшая мимо того сада Дорога из города к общественному току перегорожена соседними владельцами и даже часть ее занята под огороды и что за сим неизвестны границы сада, в Следствие этого Палата Государственных имуществ просит распоряжения Губернского Правления О возобновлении чрез уездного землемера при Депутате состороны Государственных Имуществ вышесказанной открытой Границ(ы) Шелковичного Сада против с назначением срока для этого Дела и Опоследующем Палату уведомить для командирования Депутата.
.....  июля 12 дня 1847 
У середині 1840-х тут було встановлено міську сцену, сад ставав улюбленим місцем туристів та містян. На цій сцені щовечора влаштовували різні заходи та грав оркестр. Проте культурний розвиток Шовковичного саду зупинився після зростання популярності Слов'янського курорту мінеральних вод. Туристи відвідували культурні заходи саме там, а в 1880-х Шовковичний сад занепав. 
В 1891 Христіан Тільман придбав шовковичну плантацію. Проте 1903 року влада повернула сад у міську власність. Почалася його реконструкція: створення алей, будівництво нової сцени, бібліотеки, більярдної, їдальні. Вздовж алей будувалися альтанки, лавки, котрі виготовлялися на заводі І.Д. Смирнова.

### Часи УСРР (СРСР)
У 1920-х його перейменували на «Центральний парк культури та відпочинку імені Леніна». Проте більшість населення продовжувало називати його Шовковичним, оскільки нічого, окрім назви, не змінилося. Так продовжувалося до 1940-х років. Згодом, після Другої світової війни, парк було масштабно реконструйовано.

З газети «Більшовик» від 11 травня 1949 року:
В этот день (8 травня) его посетило около четырех тысяч человек. За аркой украшенной портретами Ленина и Сталина, по всей центральной аллее установлены стенды, рассказывающие о задачах послевоенной сталинской пятилетки. Обращает на себя внимание большая хорошо выполненная картина «Ленин и Горький».
Після реконструкції парк став виглядати солідно: клумби у вигляді цифр і букв, асфальтні алеї, обгороджена територія, кінотеатр ім. 30-річчя перемоги, каса на вході (вхід був платний до 1956 року, і = 10 копійок). Шовковичні дерева були повністю знищені. у 1960-х були встановлені атракціони та каруселі.

### Незалежна Україна
У 1990-х парк застала криза. Старі алеї зруйнувалися, атракціони заржавіли. У 2016 році міська рада повернула історичну назву, і тепер парк називається Шовковичний. 
В березні 2016 року міська влада виділила 126 тисяч гривень на реконструкцію сцени-«ракушки».
У 2017 за рахунок, що виділявся із облдержадміністрації та бюджету міської ради, почалася капітальна реконструкція. Були демонтовані старі атракціони, окрім колеса оберту, знищення старого та будівництво нового танцмайданчика. Старий асфальт на алеях був замінений на різнокольорову тротуарну плитку, створення двох ставків, мультимедійного майданчика для молоді, футбольного, волейбольного поля, дитячого майданчика, туалету, оснащення новими сучасними приладами освітлення. Станом на 2019 рік — реконструкція на кінцевому етапі: висадка молодих дерев та кущів, озеленення, встановлення лавок та смітників. Відкриття парку після реконструкції відбулося 1 травня 2020.

## Пам'ятники та події
- Монумент Слави (пам'ятник воїнам-визволителям Південно-Західного фронту) встановлено у 1973 році. Скульптор: Костін В. Н. Архітектор: Ночниченко П. Н.
- Скульптури «Фламінго», «Слон».